# Sauldre
La Sauldre è un fiume del centro della Francia, affluente dello Cher, lungo 180,9 km. Nasce a Salbris, nel dipartimento del Loir-et-Cher, alla confluenza della grande Sauldre con la petite Sauldre, e sfocia presso Selles-sur-Cher.

## Dipartimenti e comuni attraversati
La Sauldre attraversa ventinove comuni fra i quali:
Cher
Argent-sur-Sauldre, Clémont, Brinon-sur-Sauldre, Blancafort, Concressault, Barlieu, Vailly-sur-Sauldre, Villegenon, Thou, Jars, Le Noyer, Sens-Beaujeu, Neuilly-en-Sancerre, Humbligny.
Loir-et-Cher
Salbris, La Ferté-Imbault, Selles-Saint-Denis, Villeherviers, Romorantin-Lanthenay, Pruniers-en-Sologne, Selles-sur-Cher, Billy, Châtillon-sur-Cher.

## Affluenti

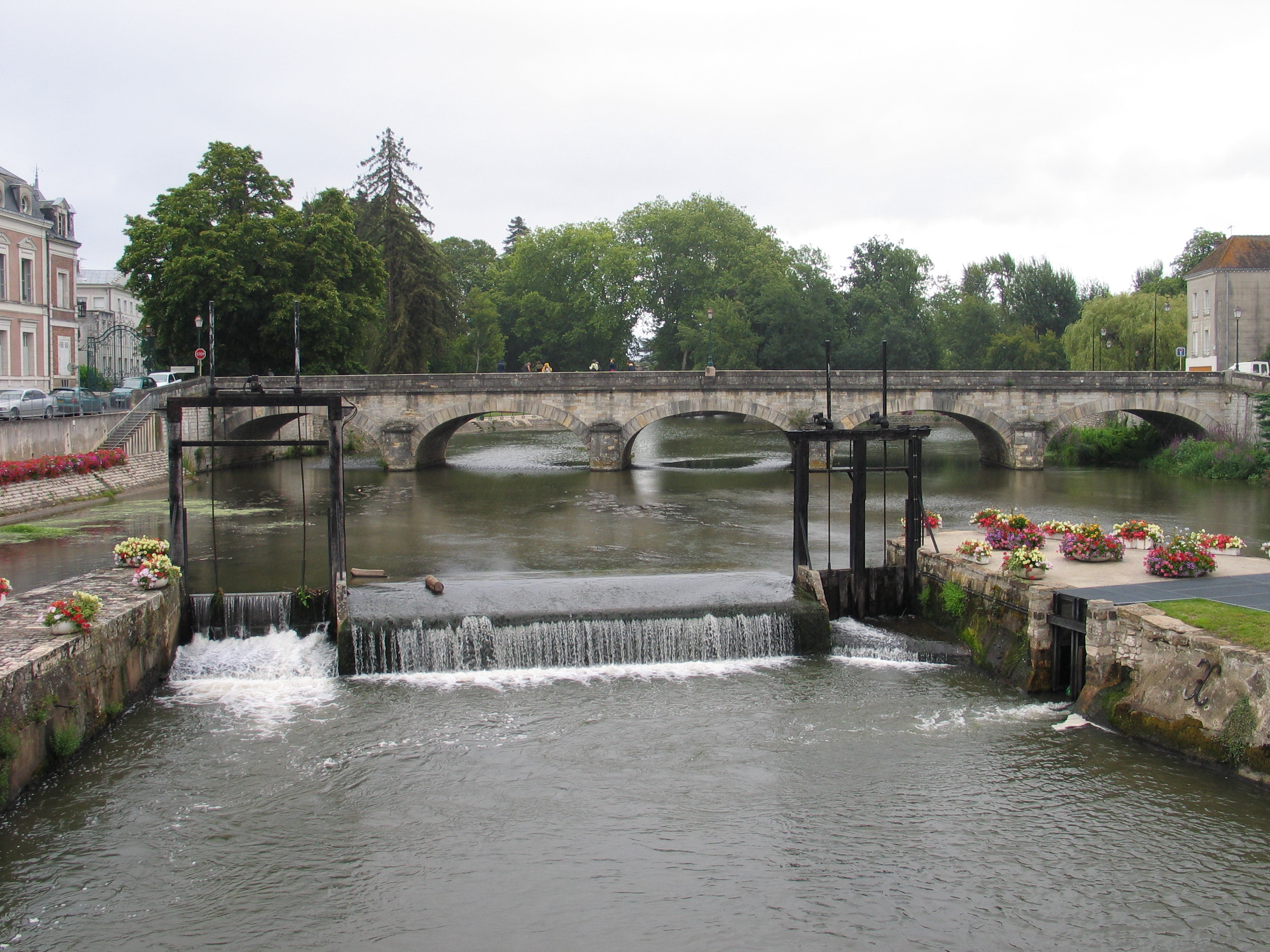
La Sauldre a Romorantin-Lanthenay.

La Sauldre ha 74 affluenti riconosciuti o piuttosto più di venticinque affluenti diretti e numerosi rami o subaffluenti:
- la Grande Sauldre, (rd) 46.2 km o parte alta della Sauldre
- La Verrerie, (rg) 3.7 km sul solo comune di Le Noyer.
- le Saint Lorette, 5.5 km sul solo comune di Jars.
- la Balance, (rd) 8.4 km sui tre comuni di Menetou-Râtel, Jars, Le Noyer.
- les Chanays, (rg) 4.3 km sui due comuni di Villegenon, Jars.
- la Salereine, (rd) 20.3 km su sei comuni con dodici affluenti.
- l'Ionne, (rg) 8.7 km sui quattro comuni di Villegenon, Dampierre-en-Crot, Vailly-sur-Sauldre, Barlieu, con quattro affluenti.
- l'Oizenotte, (rg) 17.5 km su quattro comuni con un affluente.

- la Nère, (rg) 37.4 km
- le Limon, (rg) 4.1 km sul solo comune di Brinon-sur-Sauldre.
- la Boute Vive, (rg) 15.6 km su tre comuni con quattro affluenti.
- la Petite Sauldre, (rg) 63.3 km su dieci comuni.
- le Fossé des Vacherons, (rd) 11.7 km
- le Méant, (rd) 19.8 km su quattro comuni con un affluente.
- le Naon, (rg) 33.6 km su sei comuni con undici affluenti.
- la Lèse, (rg) 10.8 km sui tre comuni di Villeherviers, Selles-Saint-Denis, La Ferté-Imbault.
- la Beauce, (rd) 12.4 km sui quattro comuni, con un affluente: la Petite Beauce.
- la Rère (rg) 53.5 km su nove comuni con quattordici affluenti[2].
- le Riau Mabon, (rg) 3.8 km sul solo comune di Villeherviers con un affluente.
- Le Rantin, (rd) 8.8 km sui tre comuni di Romorantin-Lanthenay, Millançay, Villeherviers con un affluente.
- la Nasse, (rd) 9.4 km sui due comuni di Romorantin-Lanthenay et Millançay, con quattro affluenti.
- le ruisseau de Saint-Marc, (rg) 4.3 km sui due comuni di Pruniers-en-Sologne, Romorantin-Lanthenay.
- la Grande Rouaire, (rg) 3.3 km sui due comuni di Pruniers-en-Sologne et Gièvres
- la Manne, (rd) 12.1 km su quattro comuni con un affluente.
- la Croisne (rd) 16.4 km sui tre comuni di Billy, Gy-en-Sologne, Mur-de-Sologne, senza affluenti.
- le canale di Berry, 183.1 km